# Metal de adição
Um metal de adição é um metal adicionado na produção de uma junta através de soldagem, brasagem ou soldagem a frio. Quatro tipo de metais de adição existem—eletrodos revestidos, eletrodo de arame ou haste, eletrodo tubular e fluxos de soldagem. Algumas vezes eletrodos não consumíveis são incluídos dentre estes, mas dado que estes metais não são consumidos pelo processo de soldagem, eles são normalmente excluídos, pois não são adicionados.